# How the West Was Won
How the West Was Won — потрійний живий альбом британського рок-гурту Led Zeppelin, випущений лейблом Atlantic Records 27 травня 2003 року на компакт-дисках, і 20 жовтня 2003 на DVD-Audio. Це оригінальний запис з концертів у Лос-Анджелесі на Ел-Ей-Форумі та Лонг-Біч-арені під час туру Сполученими Штатами 1972 року 25 та 27 червня відповідно. Гітарист Джиммі Пейдж вважав, що у той час Led Zeppelin перебували на вершині своєї концертної діяльності, як він зазначив у примітках до випуску.
Протягом багатьох років записи цих концертів існували лише у вигляді бутлеґів. Проте, лише певні записи були доступними для слухачів, фанатів та колекціонерів. Хоча декілька нормальних записів концертів Led Zeppelin, які поширювалися серед фанатів, були викрадені з архівів Пейджа у 1980-х роках, але серед них не було концертів на Ел-Ей-Форумі та Лонг-Біч-арені 1972 року. Таким чином, How the West Was Won надав фанам змогу прослухати концерт у нормальному записі.
Пісні з цих двох виступів Пейдж дещо підредагував на студії Sarm West Studios у Лондоні. Деякі пісні, які виконувалися на концерті, не було включено до альбому. Серед таких «Communication Breakdown» та рідкісна версія «Louie Louie» (популярна американська рок-н-рольна композиція) з шоу 25 червня.
Альбом дебютував у чарті Billboard 200 14 червня 2003 року під першим номером з 154 000 проданих копій. Альбом залишався у чарті протягом 16 тижнів. RIAA [Архівовано 10 лютого 2009 у Wayback Machine.] Його відзначила як золотий і платиновий 30 липня 2003. How the West Was Won став першим альбомом Led Zeppelin, який посів перше місце у чартах за 24 роки (з часів In Through the Out Door).
Впливовий американський музичний сайт Metacritic [Архівовано 13 червня 2006 у Wayback Machine.] пов'язував How the West Was Won  з альбомом SMiLE Браяна Вілсона та Van Lear Rose Лорети Лін, як найкращий перероблений альбом всіх часів.

## Список композицій

### Перший диск
1. «LA Drone» (Джон Пол Джонс, Джиммі Пейдж) — 0:14*
2. «Immigrant Song» (Пейдж, Роберт Плант) — 3:42*
3. «Heartbreaker» (Джон Бонам, Джонс, Пейдж, Плант) — 7:25*
4. «Black Dog» (Джонс, Пейдж, Плант) — 5:41**
5. «Over the Hills and Far Away» (Пейдж, Плант) — 5:08**
6. «Since I've Been Loving You» (Джонс, Пейдж, Плант) — 8:02*
7. «Stairway to Heaven» (Пейдж, Плант) — 9:38*
8. «Going to California» (Пейдж, Плант) — 5:37*
9. «That's the Way» (Пейдж, Плант) — 5:54**
10. «Bron-Y-Aur Stomp» (Джонс, Пейдж, Плант) — 4:55*

### Другий диск
1. «Dazed and Confused» (Бонам, Пейдж) — 25:25**
  - «Walter's Walk» (Пейдж, Плант)
  - «The Crunge» (Бонам, Джонс, Пейдж, Плант) — 15:34
2. «What Is and What Should Never Be» (Пейдж, Плант) — 4:41*
3. «Dancing Days» (Пейдж, Плант) — 3:42*
4. «Moby Dick» (Бонам, Джонс, Пейдж) — 19:20**

### Третій диск
1. «Whole Lotta Love» (попурі) (Бонам, Віллі Діксон, Джонс, Пейдж, Плант) — 23:08**
  - «Boogie Chillun» (Джон Лі Хукер) — 3:10
  - «Let's Have a Party» (Джессі Мей Робінсон) — 1:56
  - «Hello Mary Lou» (Джін Пітні) — 2:08
  - «Going Down Slow»(Сент-Луїс Джиммі Одін) — 8:29
2. «Rock and Roll» (Бонам, Джонс, Пейдж, Плант) — 3:56*
3. «The Ocean» (Бонам, Джонс, Пейдж, Плант) — 4:21**
4. «Bring It On Home» (Діксон, Пейдж, Плант) — 9:30**
  - «Bring It On Back» (Бонам, Джонс, Пейдж, Плант)

* З концерту на Лонг-Біч-Арені.

** З концерту на Ел-Ей-Форумі.

## Учасники запису

### 
- Джиммі Пейдж — акустична гітара, електрична гітара, бек-вокал, мандоліна, продюсер;
- Роберт Плант — вокал, губна гармоніка;
- Джон Пол Джонс — синтезатор, бас-гітара, клавішні, блокфлейта, мандоліна, бек-вокал;
- Джон Бонам — ударні, бек-вокал;

### Технічний персонал
- Едді Крамер — інженер;
- Кевін Ширлі — інженер, зведення;
- Дрю Ґіффітс — помічник інженера;
- Філ Лімон — дизайн та обкладинка;
- Джим Каммінс — фотограф;
- Джеймс Фортун — фотограф;
- Джефрі Мейєр  — фотограф;
- Майкл Патленд — фотограф.

## Положення у чартах
| Рік  | Чарт          | Позиція |
| ---- | ------------- | ------- |
| 2003 | Billboard 200 | 1       |

## Додаткові відомості
- Розроблений та зведений на SARM West Studios, Лондон, Березень 2003 року.
- Позначення у каталогах: Atlantic 7567835872.

## Зовнішні посилання
- The Garden Tapes [Архівовано 25 червня 2008 у Wayback Machine.] — аналіз редагувань оригінальних треків альбому.